# Hidrodinámica

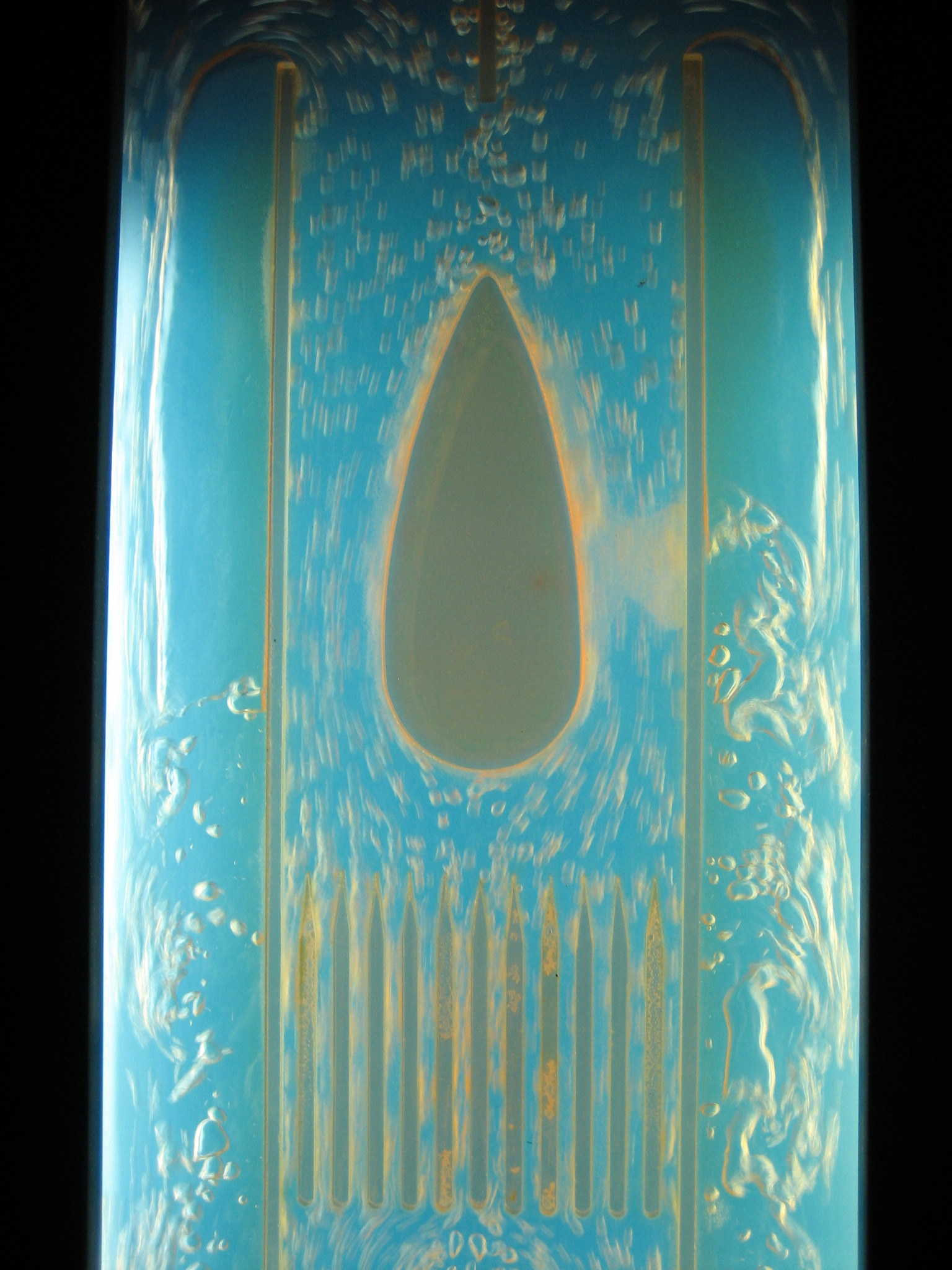
Flujo alrededor de un objeto con perfil hidrodinámico visualizado con burbujas de aire, fotografiado en el Museo de Ciencia y Tecnología de Shanghái.

La hidrodinámica es la rama de la hidráulica que estudia la dinámica de los fluidos.
Para el estudio de la hidrodinámica se pueden considerar diferentes aproximaciones, dependiendo del problema que se vaya a abordar, como por ejemplo las siguientes: 
- en muchos casos, los cambios de densidad en los fluidos se pueden despreciar, por lo que se puede considerar que el fluido a estudiar es un líquido incompresible, es decir, que su densidad no varía con el cambio de presión. Por esta misma razón, dicha aproximación no se suele utilizar para modelar gases;
- en algunos casos (en bastantes casos macroscópicos o en hidrodinámica cuántica) se considera despreciable la pérdida de energía por la viscosidad, ya que la pérdida de energía debido a esta es mucho menor que la debida a la inercia de su movimiento;
- en muchos casos, se puede suponer que el flujo de los líquidos alcanza un régimen estable denominado régimen estacionario, en el que la velocidad del líquido en cualquier punto es independiente del tiempo.

La hidrodinámica tiene aplicaciones en múltiples escalas que van desde la escala nanoscópica a la macroscópica. 
Daniel Bernoulli fue uno de los primeros matemáticos que realizó estudios de hidrodinámica, siendo precisamente él quien dio nombre a esta rama de la física con su obra de 1738, Hydrodynamica.

## Características y leyes generales
La hidrodinámica (estudio de los fluidos en movimiento) presenta varias características que pueden ser descritas por ecuaciones matemáticas muy sencillas como:
- Ley de Torricelli: si en un recipiente que no está tapado se encuentra un fluido y se le abre al recipiente un orificio la velocidad con que caerá ese fluido será:

{\displaystyle v={\sqrt {2gH}}}

- La otra ecuación matemática que describe a los fluidos en movimiento es el número de Reynolds (adimensional):

{\displaystyle Re={\frac {\rho cD}{\mu }}}

donde {\displaystyle \rho } es la densidad, {\displaystyle c} la velocidad, {\displaystyle D} es el diámetro del cilindro y {\displaystyle \mu } es la viscosidad dinámica. Concretamente, este número indica si el fluido es laminar o turbulento, o si está en la zona de transición. {\displaystyle Re<2300} indica laminar, {\displaystyle Re>4000} turbulencia.

### Caudal
El caudal o gasto es una de las magnitudes principales en el estudio de la hidrodinámica. Se define como el volumen de líquido {\displaystyle \Delta {V}} que fluye por unidad de tiempo {\displaystyle \Delta {t}}. Sus unidades en el Sistema Internacional son los m³/s y su expresión matemática:

{\displaystyle G={\frac {\Delta {V}}{\Delta {t}}}}

Esta fórmula nos permite saber la cantidad de líquido que pasa por un conducto en cierto intervalo de tiempo o determinar el tiempo que tardará en pasar cierta cantidad de líquido.

### Principio de Bernoulli
El principio de Bernoulli es una consecuencia de la conservación de la energía en los líquidos en movimiento. Establece que en un líquido incompresible y no viscoso, la suma de la presión hidrostática, la energía cinética por unidad de volumen y la energía potencial gravitatoria por unidad de volumen, es constante a lo largo de todo el circuito. Es decir, que dicha magnitud toma el mismo valor en cualquier par de puntos del circuito. Su expresión matemática es:

{\displaystyle P_{1}+\rho gh_{1}+{\frac {1}{2}}\rho v_{1}^{2}=P_{2}+\rho gh_{2}+{\frac {1}{2}}\rho v_{2}^{2}}

donde {\displaystyle P} es la presión hidrostática, {\displaystyle \rho } la densidad, {\displaystyle g} la aceleración de la gravedad, {\displaystyle h} la altura del punto y {\displaystyle v} la velocidad del fluido en ese punto. Los subíndices 1 y 2 se refieren a los dos puntos del circuito.
La otra ecuación que cumplen los fluidos no compresibles es la ecuación de continuidad, que establece que el caudal es constante a lo largo con todo el circuito hidráulico:

{\displaystyle G=A_{1}v_{1}=A_{2}v_{2}}

donde {\displaystyle A} es el área de la sección del conducto por donde circula el fluido y {\displaystyle v} su velocidad media.

## Fluidos compresibles
En el caso de fluidos compresibles, donde la ecuación de Bernoulli no es válida, es necesario utilizar la formulación más completa de Navier y Stokes. Estas ecuaciones son la expresión matemática de la conservación de masa y de cantidad de movimiento. Para fluidos compresibles pero no viscosos, también llamados fluidos coloidales, se reducen a las ecuaciones de Euler.